# Скоморохи (Чортківський район)
Скоморо́хи — село в Україні, у Золотопотіцькій селищній громаді Чортківського району Тернопільської області. Розташоване над р. Стрипою, за 18 км від Бучача і найближчої залізничної станції Бучач. Населення 1199 осіб (2007).
До 2015 року було центром сільради. Від вересня 2015 року ввійшло у склад Золотопотіцької селищної громади.

## Історія
Поблизу села виявлено археологічні пам'ятки пізнього палеоліту.
Перша писемна згадка — 1439 року.
З 1599 року, після проведеного з братами поділу родинних маєтностей село стало власністю шляхтича Стефана Потоцького (бл.1568—1631, наймолодший син стражника польного коронного Миколая Потоцького і його дружини Анни Черменської (Czermieńska), брат Яна, Якуба, Анджея Потоцьких).
С. Потоцький разом з дружиною Марією Амалією Могилянкою, двоюрідною сестрою православного Митрополита Київського Петра Могили, стали фундаторами побудови церкви святого Миколая в Бучачі. У ХІХ ст. власником маєтку в селі був Антоній Симфорій Антоневич-Болоз (пол. Antoni Symforiusz Antoniewicz Bołoz, 1812—1881), чинний член Бучацько-чортківського-заліщицького відділу Галицького господарського товариства (Galicyjskie Towarzystwo Gospodarskie) у Львові, батько Яна Антоневича-Болоза, польського історика, мистецтвознавця вірменського походження.
1914 року в селі діяла однокласна етатова хлоп'яча школа з українською мовою навчання.
Діяли філії українських товариств «Просвіта», «Січ», «Сокіл», «Сільський господар» та інші, кооператива.
У 1940 році розпочали будівництво ГЕС на річці Стрипі біля села, яке завершили вже після Другої світової війни. Електроенергія подавалася, зокрема, й до тодішнього районного центру — Золотого Потоку.
1947 року після арешту отця Івана Галібея нібито за шлюб підпільникам (завезли до Чортківської тюрми) громада села написала реляцію-просьбу звільнити пароха.
12 червня 2020 року, відповідно до Розпорядження Кабінету Міністрів України від № 724-р «Про визначення адміністративних центрів та затвердження територій територіальних громад Тернопільської області», увійшло до складу Золотопотіцької селищної громади.
19 липня 2020 року, в результаті адміністративно-територіальної реформи та ліквідації Бучацького району, село увійшло до складу Чортківського району.

## Політика

### Парламентські вибори, 2019
На позачергових парламентських виборах 2019 року у селі функціонувала окрема виборча дільниця № 610187, розташована у приміщенні будинку культури.
Результати
- зареєстровано 800 виборців, явка 70,13%, найбільше голосів віддано за «Слугу народу» — 33,93%, за Радикальну партію Олега Ляшка — 12,57%, за Всеукраїнське об'єднання «Батьківщина» і «Голос» — по 12,21%.[14] В одномандатному окрузі найбільше голосів отримав Микола Люшняк (самовисування) — 59,37%, за Ігоря Сопеля (Слуга народу) — 14,47%, за Володимира Бліхаря (Всеукраїнське об'єднання «Батьківщина») — 5,94%[15].

## Соціальна сфера
Працюють загальноосвітня школа І—ІІ ступенів, Будинок культури, бібліотека, ФАП, аптека, відділення зв'язку, туристично-оздоровчий комплекс «Лісовий», та оздоровчий табір «Лісовий дзвіночок», торгові заклади.

## Релігія
Наприкінці XIX ст. село було центром греко-католицької парафії, яка входила до складу Бучацького деканату. 1883 року в селі збудували муровану церкву святого Миколая, в якій свого часу були метрики від 1785 року.
Нині в Скоморохах є церква святого великомученика Димитрія (1887, кам'яна, перебудована 1938).

## Пам'ятні знаки
- пам'ятний хрест на честь скасування панщини в Австрійській імперії 1848 року;
- символічна могила зі статуєю («фіґурою») Божої Матері (1995);
- два хрести на місці поховань німецьких та угорських солдатів (1944).

## Пам'ятки природи
- Геологічні пам'ятки природи місцевого значення Скелі семи джерел та Рівна скеля
- Гідрологічна пам'ятка природи місцевого значення — Скелі семи джерел.

## Персоналії

### Народилися
- інженер, громадський діяч Роман Галібей[17]
- громадсько-політичний (ОУН, псевдо «Вороний»), культурний діяч, режисер (один з творців фільму «Жорстокі світанки», Канада) Іван Красножоний[18].
- польський історик, мистецтвознавець, громадсько-політичний діяч Ян Антоневич-Болоз (разом з Антоніною Антоневич-Болоз були власниками маєтку в селі наприкінці XIX ст.[16]).

### Проживали, працювали
- отець Іван Галібей — парох УГКЦ, громадський діяч
- Михайло Кучер (нар. 18 березня 1955, с. Жнибороди) — український лікар, фармацевт. Кандидат фармацевтичних наук (1985). Провізор-аналітик вищої категорії (2002)[19].

### Померли
- Антоній Антоневич-Болоз (28 листопада 1881).[7]

## Зауваги
1. ↑  у книзі Ярослава Стоцького помилково названо його брацлавським воєводою → Стоцький Я. Монастир Отців Василіян Чесного Хреста Господнього в Бучачі (1712—1996 рр.). — Львів : Місіонер, 1997. — іл. — С. 39. — ISBN 966-7086-24-0.

## Галерея

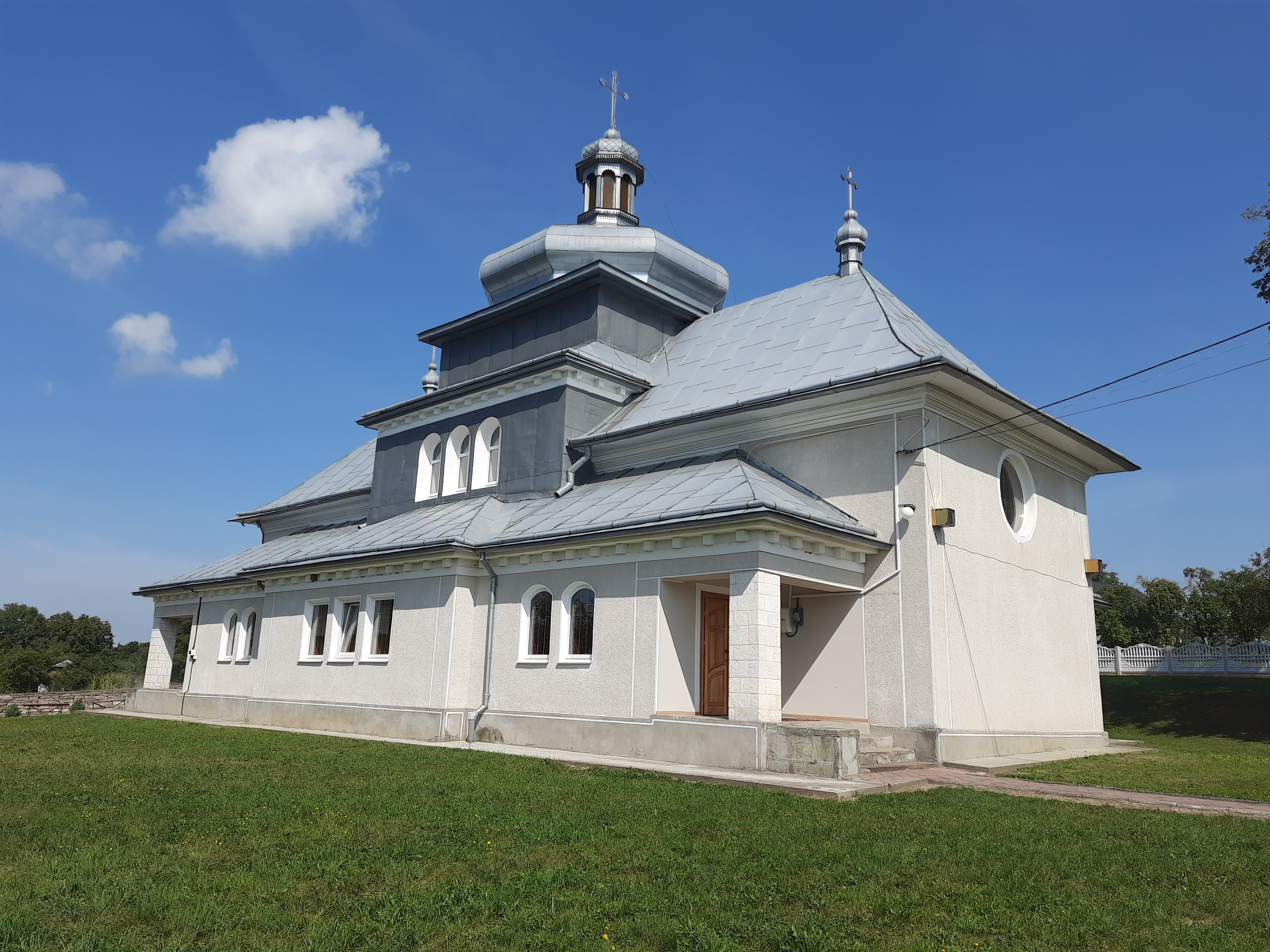
Церква Святого Великомученика Димитрія
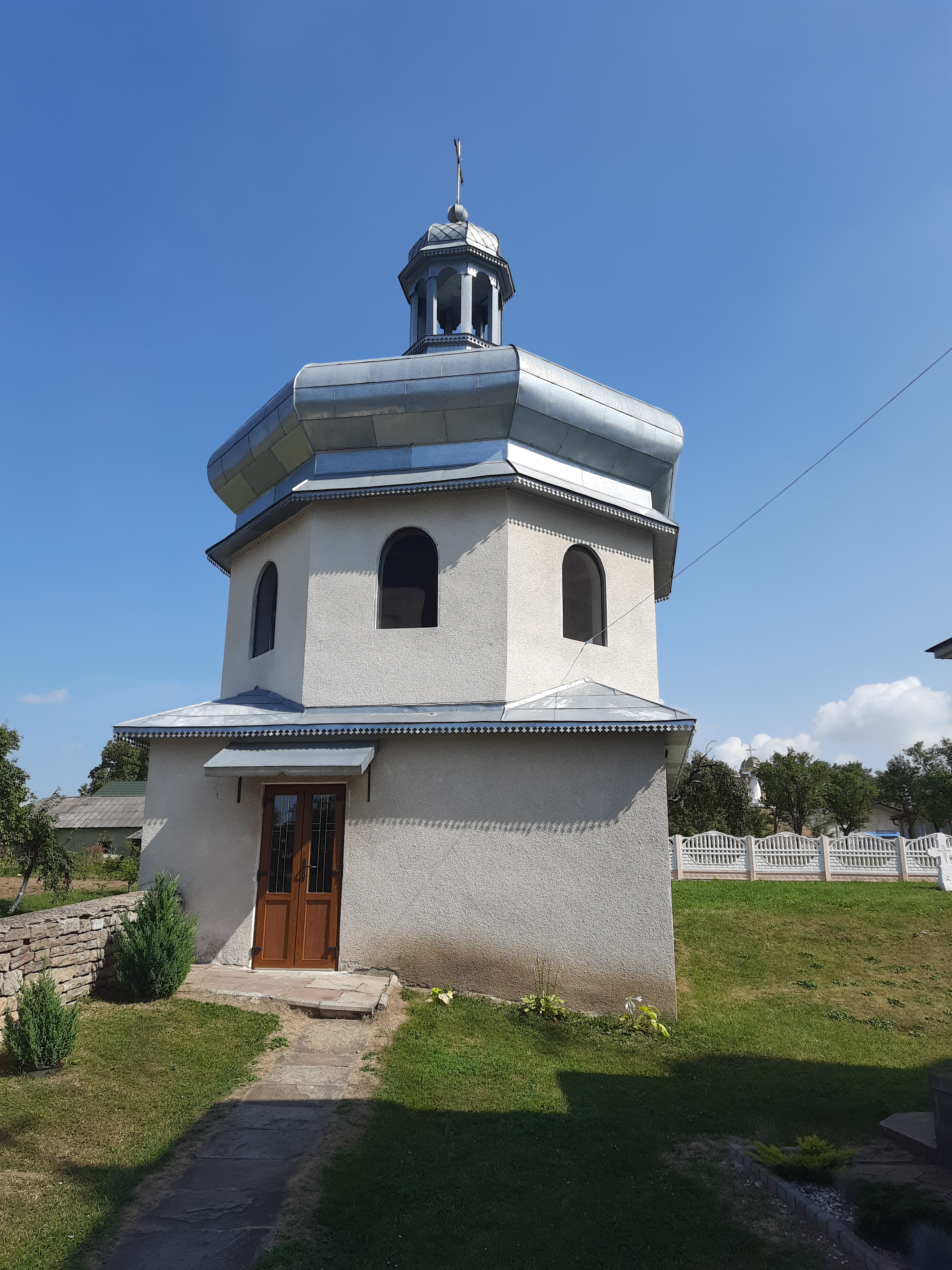
Дзвіниця церкви Святого Димитрія
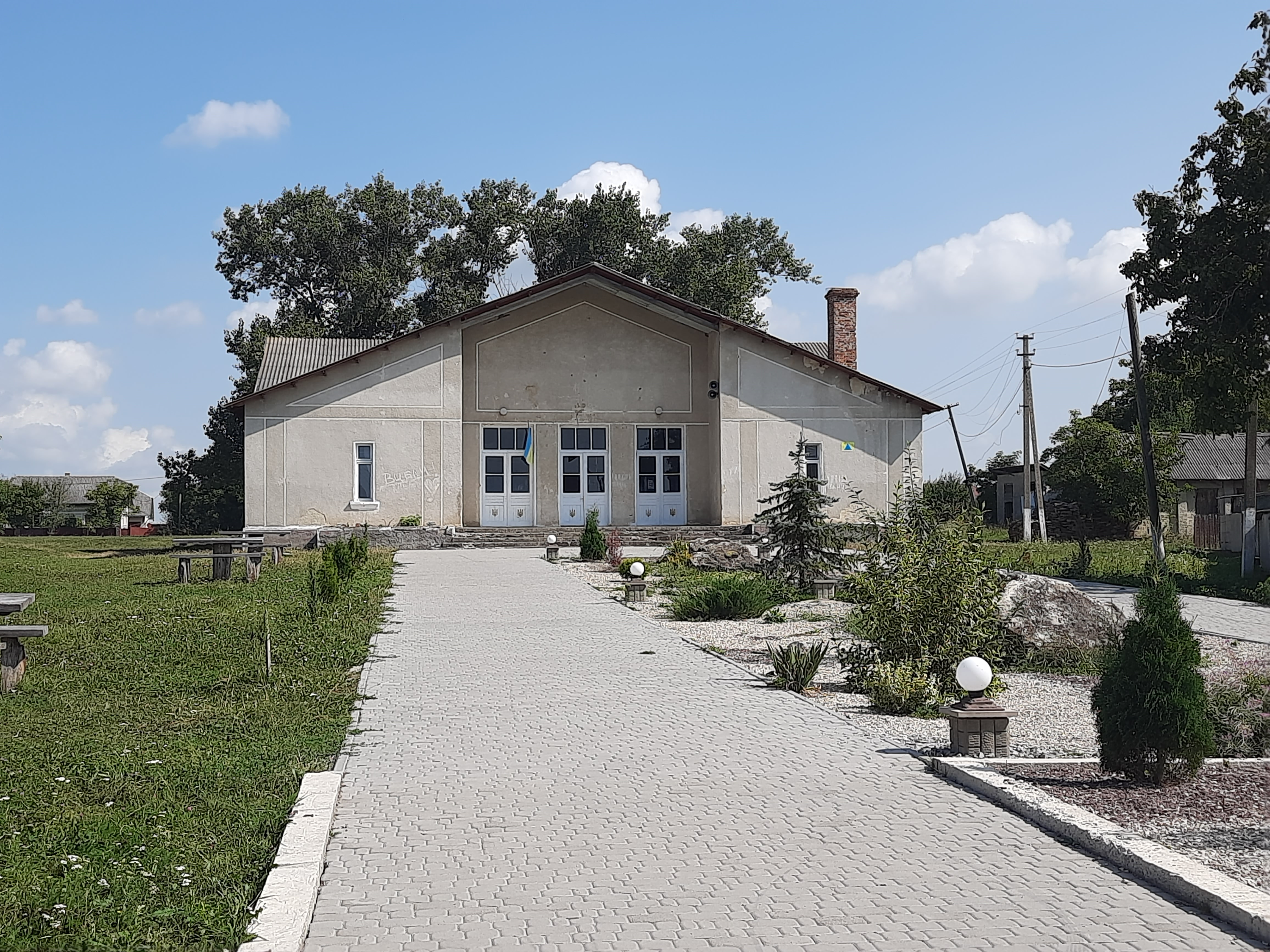
Клуб
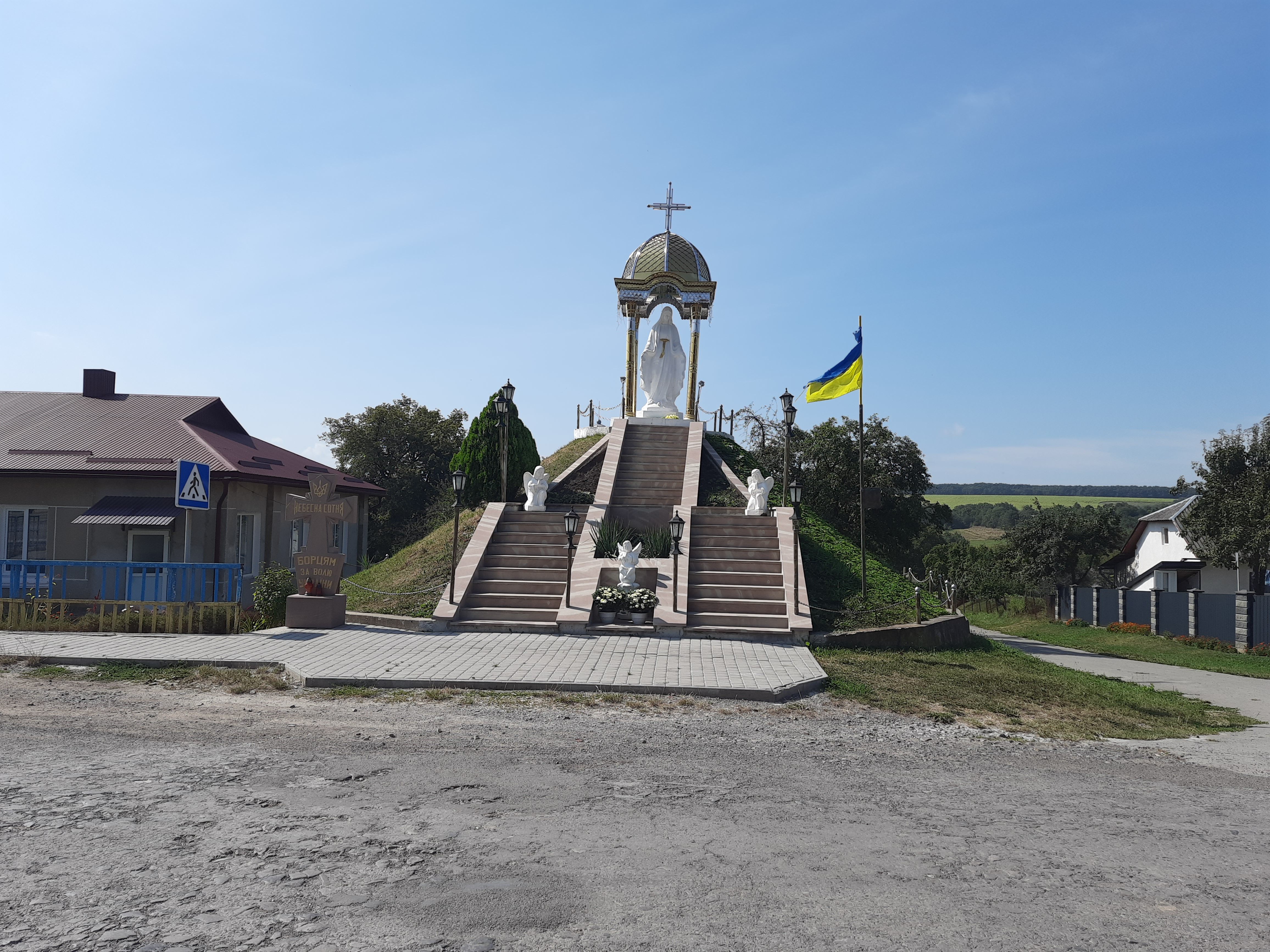
Символічна могила Борцям за волю України з “фіґурою” Божої Матері
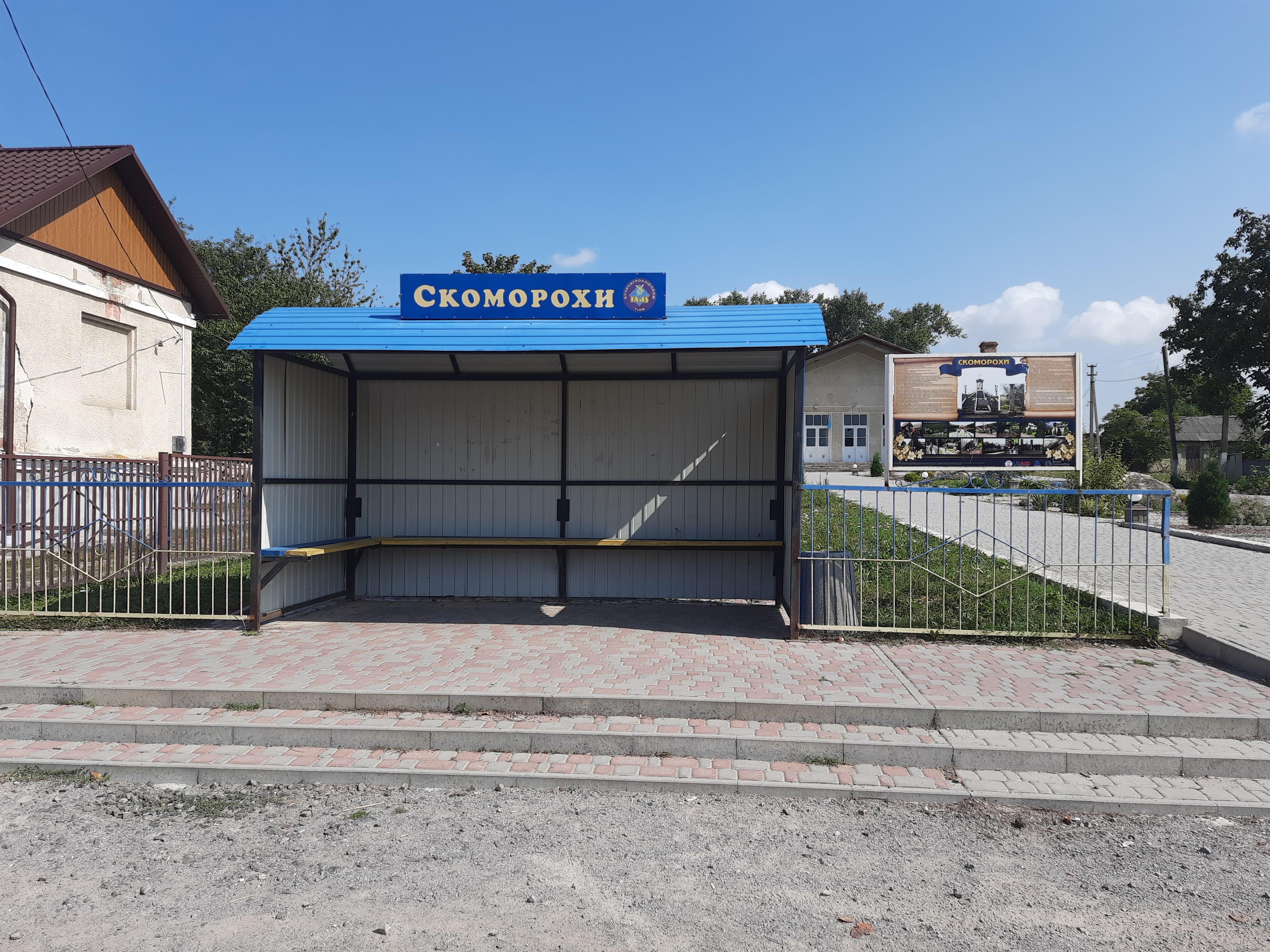
Автобусна зупинка
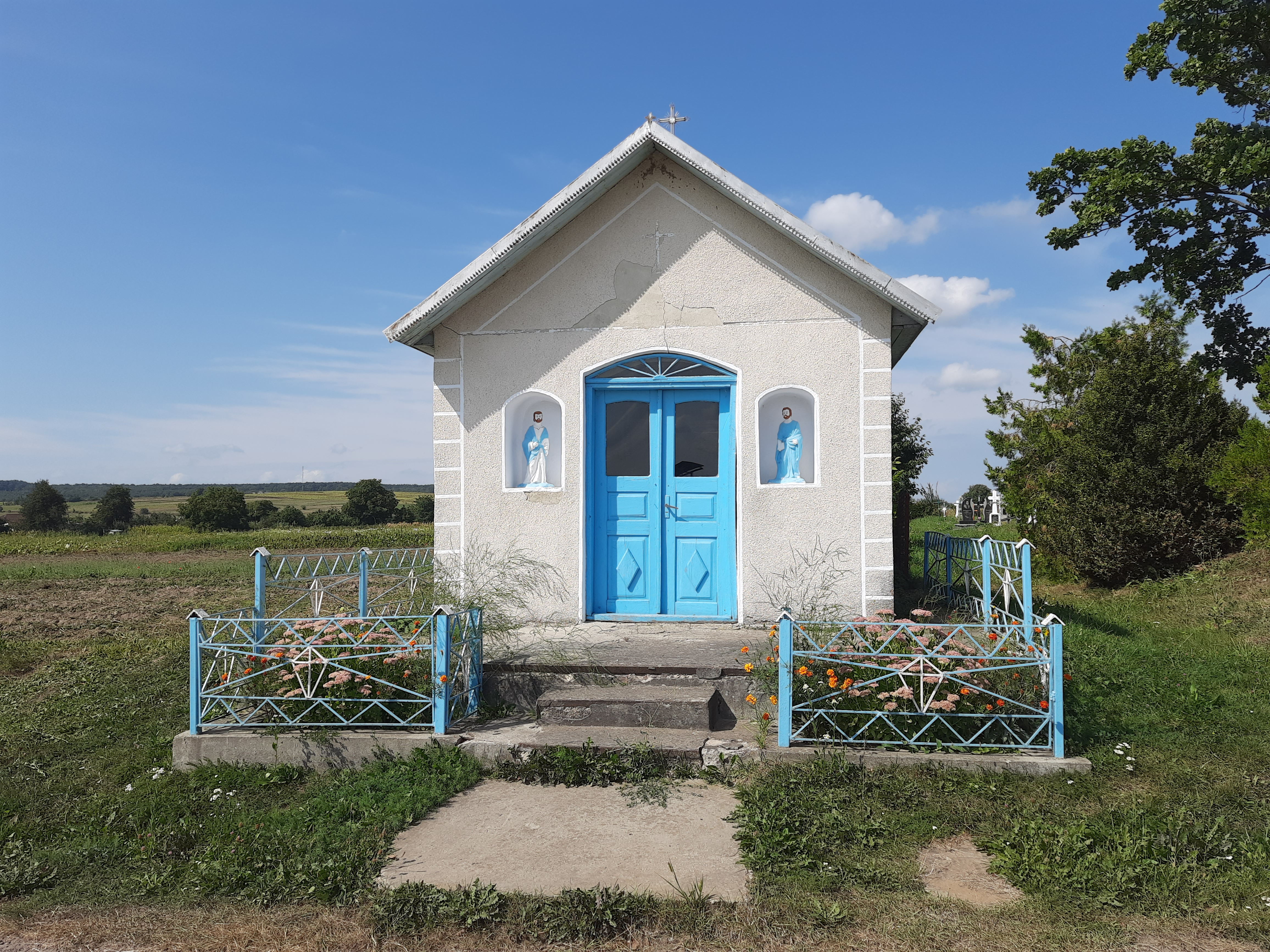
Капличка на околиці села
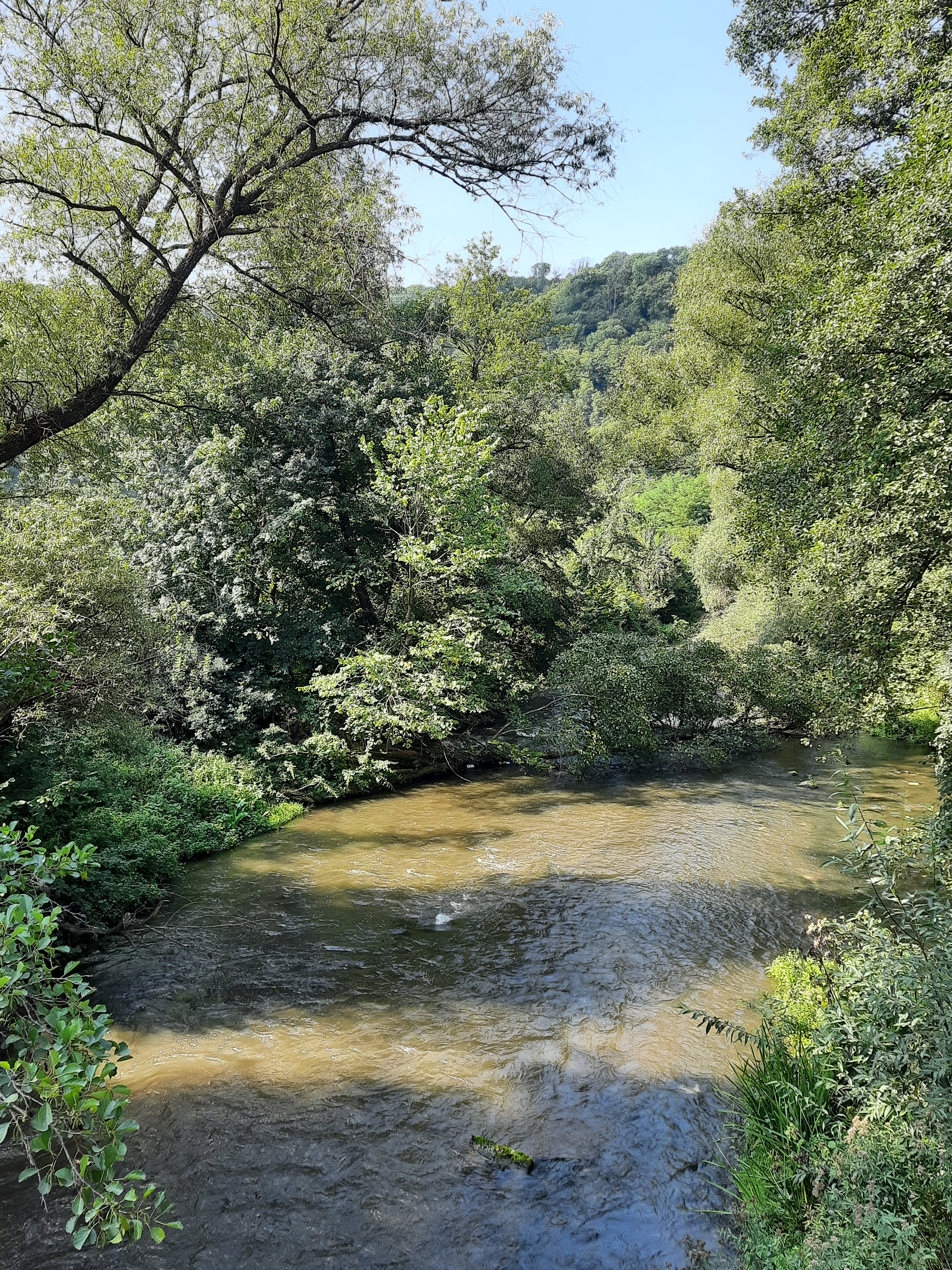
Річка Стрипа біля села